# Peruphasma flavomaculatum
Peruphasma flavomaculatum är en insektsart som först beskrevs av Blanchard 1843.  Peruphasma flavomaculatum ingår i släktet Peruphasma och familjen Pseudophasmatidae. Inga underarter finns listade i Catalogue of Life.